# Michałów (Olszanka)
Michałów (deutsch Michelau) ist ein Ort in der Landgemeinde Olszanka (Alzenau) im Powiat Brzeski der Woiwodschaft Opole in Polen.

## Geographie
Michałów liegt rund sieben Kilometer südöstlich von Olszanka, 16 Kilometer südöstlich von Brzeg (Brieg) und 35 Kilometer nordwestlich von Opole (Oppeln). Südlich des Dorfes fließt der Pępicki Potok (Pampitzer Bach) sowie die Glatzer Neiße.  Durch den Ort verläuft die  Woiwodschaftsstraße 458.
Nachbarorte von Michałów sind im Nordosten Jasiona (Jeschen), im Osten Ptakowice (Tachenberg) und im Westen Czeska Wieś (Böhmischdorf).

## Geschichte

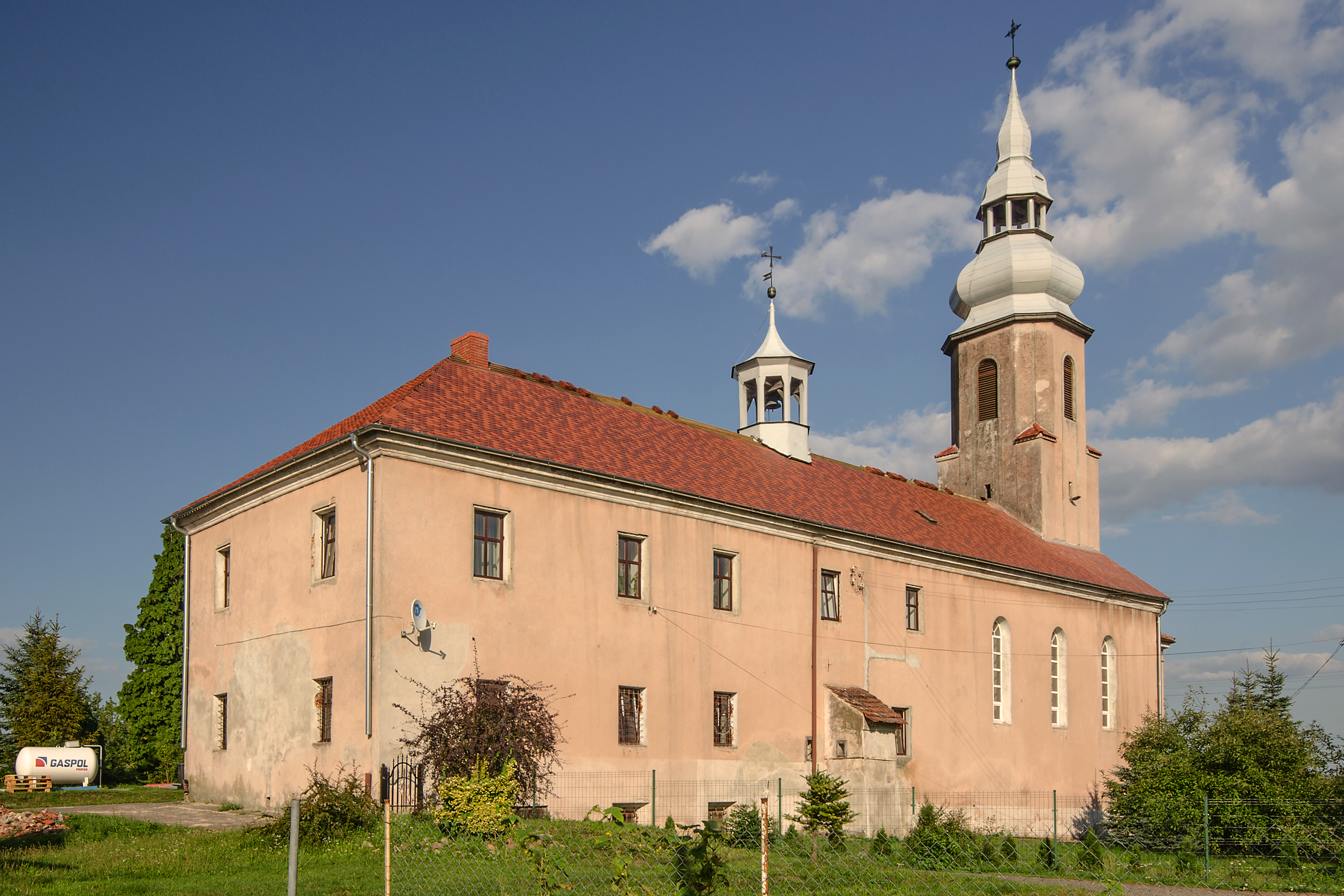
Schloss Michelau und St.-Hedwigs-Kirche

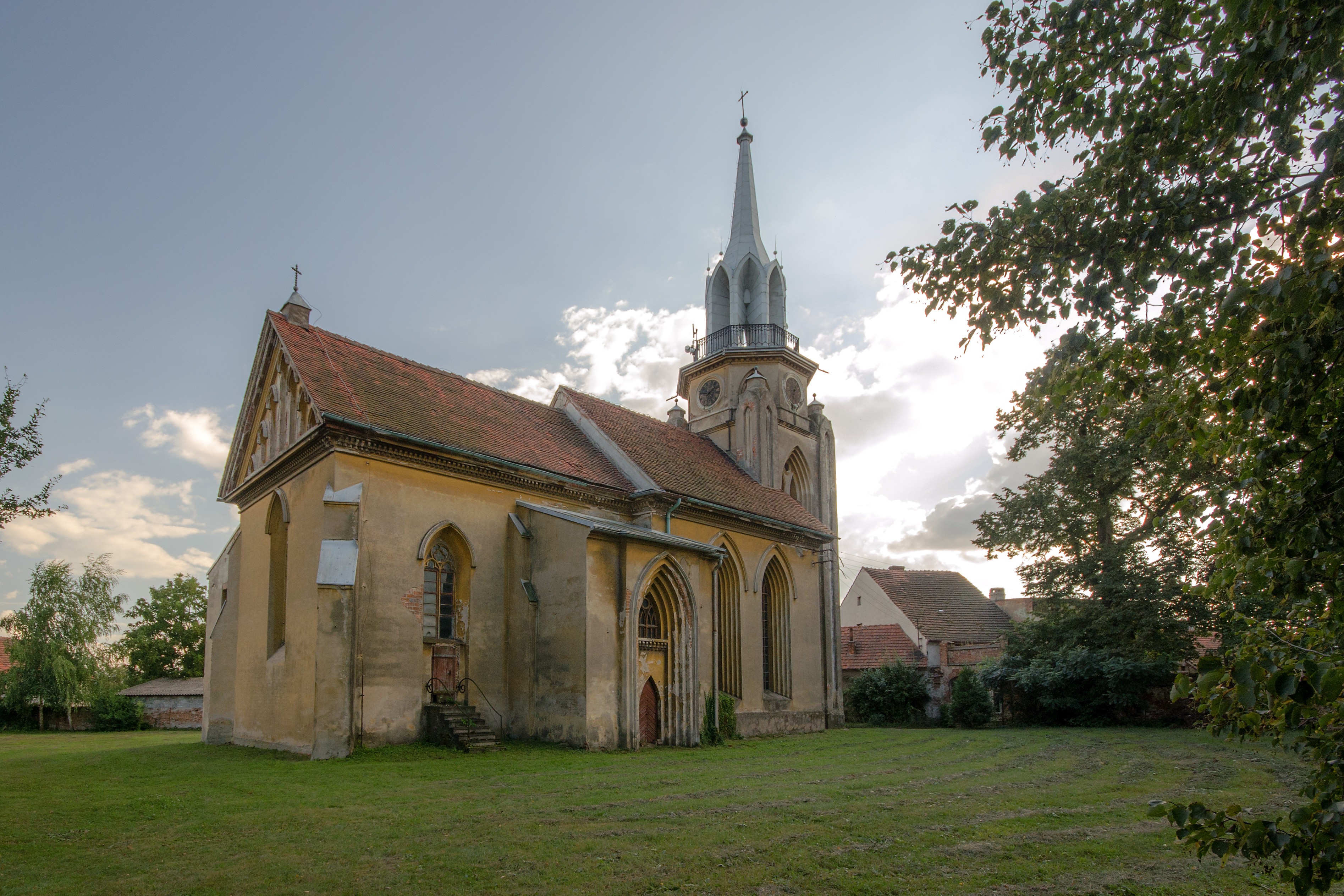
Kirche St. Joseph

„Michalowo“ wurde erstmals im Jahre 1210 in der Stiftungsurkunde des Klosters Kamenz erwähnt. Der Ortsname leitet sich vom Gründer des Dorfes ab und bedeutet, das Dorf des Michael.
1615 verlieh der Brieger Herzog Johann Christian Michelau das Stadt- und Marktrecht. Während des Dreißigjährigen Kriegs wurden beide Rechte gelöscht und 1670 erneuert. 1721 wurde Michelau an das Kloster Kamenz verkauft.
Nach dem Ersten Schlesischen Krieg 1742 fiel Michelau mit dem größten Teil Schlesiens an Preußen.
Nach der Neugliederung der Provinz Schlesien gehörte die Landgemeinde Michelau ab 1818 zum Landkreis Brieg, mit dem sie bis 1945 verbunden blieb. Für das Jahr 1845 sind belegt: eine evangelische Kirche, eine evangelische und katholische Schule, eine katholische Kirche, ein  Schloss, eine Brauerei, eine Brennerei und weitere 171 Häuser. Von den damals 939 Einwohnern waren 264 katholisch und vier jüdisch. 1874 wurde der Amtsbezirk Michelau gebildet, dem die Landgemeinden Cantersdorf, Klein Neudorf, Michelau und Taschenberg sowie die Gutsbezirke Cantersdorf, Klein Neudorf und Taschenberg zugewiesen wurden. 1885 lebten 1045 Menschen in Michelau. 1933 lag die Einwohnerzahl bei 843 und 1939 waren es 778 Einwohner.
Als Folge des Zweiten Weltkriegs fiel Michelau 1945 mit dem größten Teil Schlesiens an Polen. Nachfolgend wurde es in Michałów umbenannt und der Woiwodschaft Schlesien angeschlossen. Die einheimische deutsche Bevölkerung wurde, soweit sie nicht vorher geflohen war, weitgehend vertrieben. Die neu angesiedelten Bewohner waren teilweise Zwangsumgesiedelte aus Ostpolen, das an die Sowjetunion gefallen war.
Von 1945 bis 1950 gehörte Michałów zur Woiwodschaft Schlesien und anschließend zur Woiwodschaft Opole. Seit 1999 gehört es zum Powiat Brzeski.

## Sehenswürdigkeiten
- Das ehemalige Schloss Michelau wurde zusammen mit der späteren Pfarrkirche St. Hedwig 1615 und 1618 für die Herren von Gruttschreiber im Stil der Renaissance errichtet. Von 1715 bis zur Säkularisation waren beide im Eigentum des Zisterzienserklosters Kamenz.
- Die Römisch-katholische Kirche mit dem Patronat der hl. Hedwig war zunächst eine Kapelle, die 1820–1833 zu einer Saalkirche vergrößert wurde. Es ist ein Langhaus mit dreiseitigem Chor, Vorhalle und Sakristei. Der Dachreiter stammt aus dem 19. Jahrhundert; der neubarocke Kirchturm mit Helm und die Apsis kamen 1910–1912 hinzu.
- Die jetzige römisch-katholische Filialkirche St. Joseph wurde 1826–1827 nach Entwurf des Brieger Maurermeisters Wartenberg 1826–1827 unter Verwendung von Gebäudemauern des Vorgängerbaus als evangelische Kirche errichtet. Seit dem Übergang an Polen 1945 dient sie als katholisches Gotteshaus

## Persönlichkeiten
- Georg Scholz (1900–1945), deutscher römisch-katholischer Geistlicher und Märtyrer, Pfarrer in Michelau
- Hugo Nehmiz (1879–1967) war als Pfarrvikar Verwalter der vakanten Pfarrstelle in Michelau, bis er 1907 in das Vikariat in Freiburg in Schlesien berufen wurde.[7]